# Uarda 5

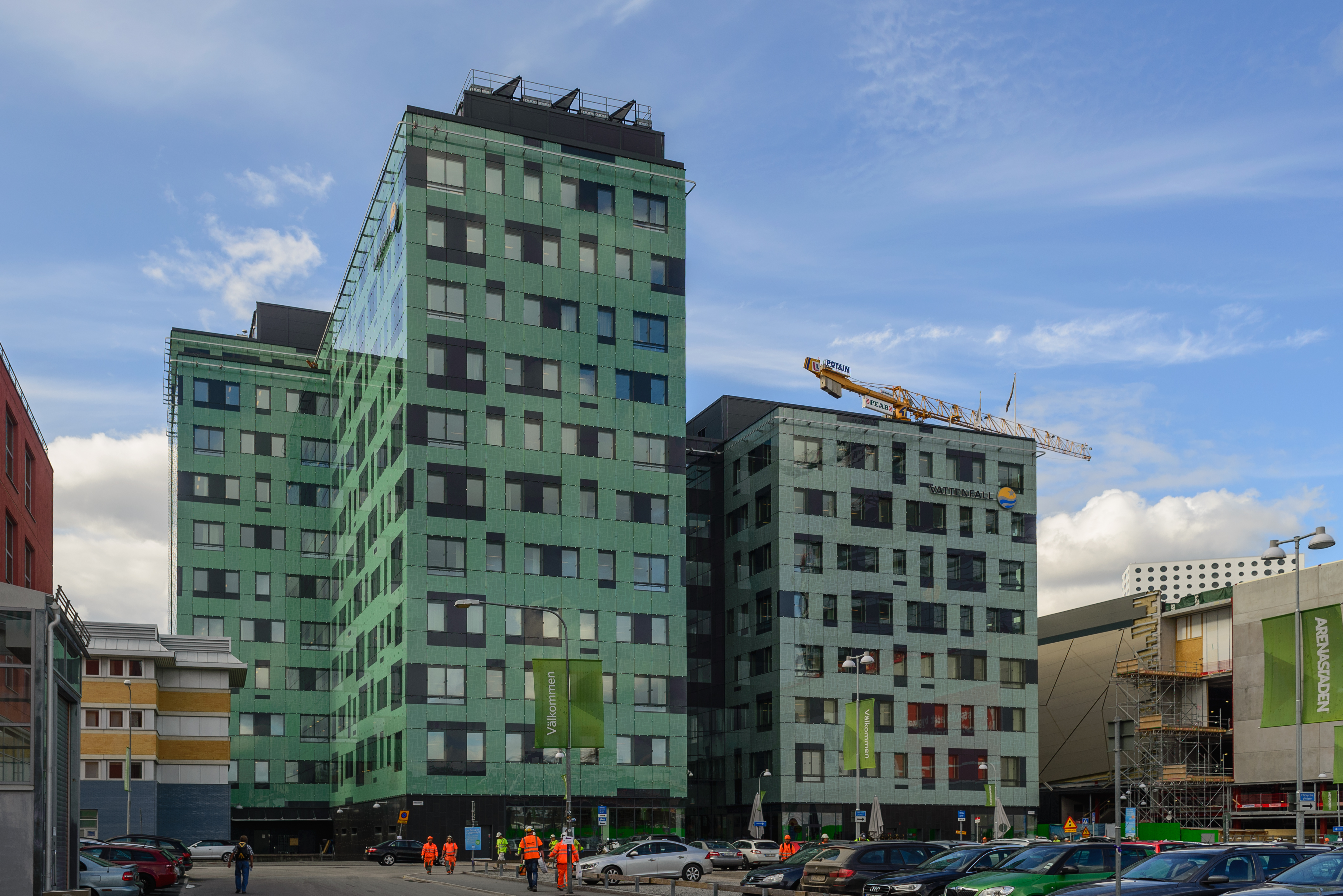
Fasad mot söder

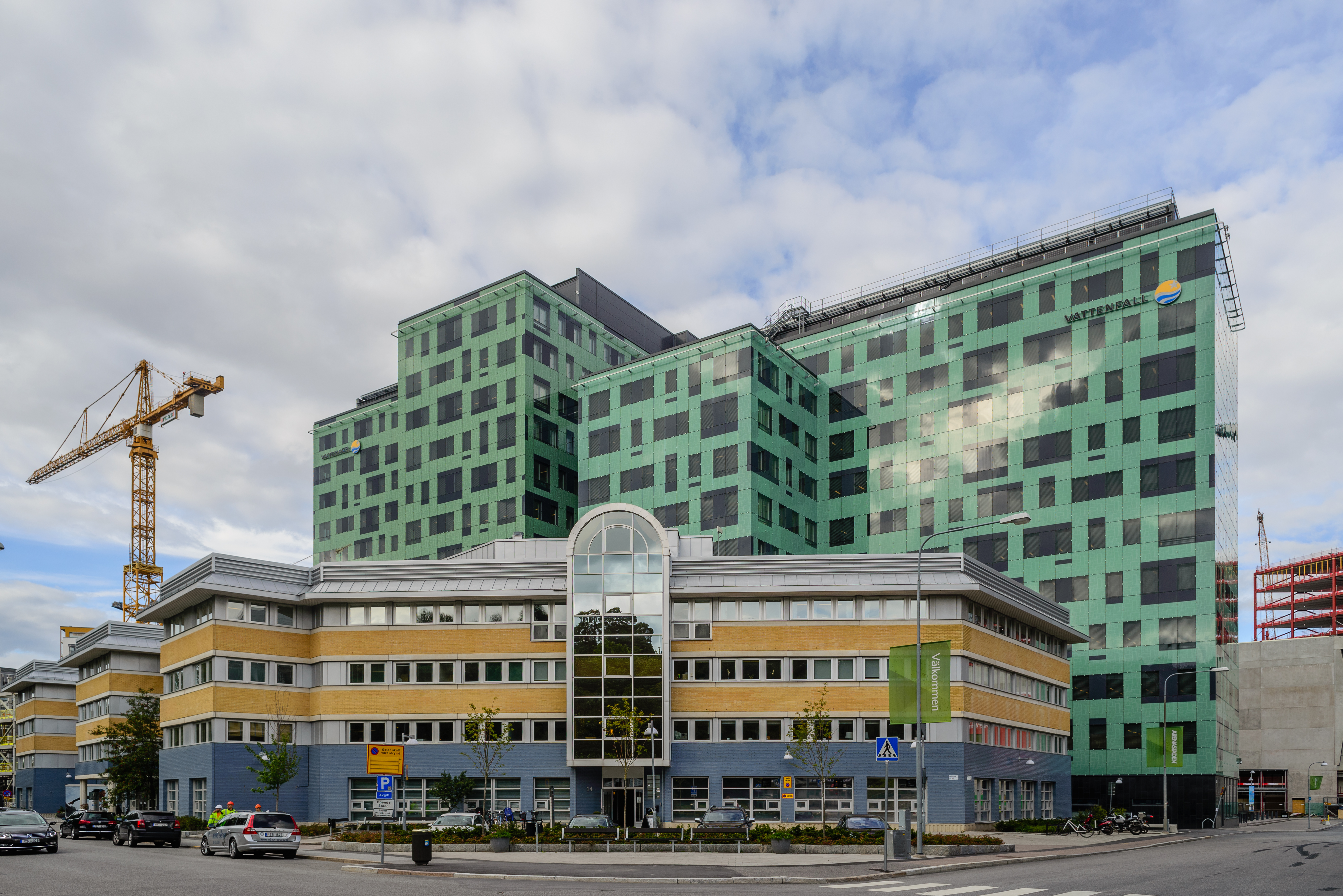
Vy från väster.

Uarda 5 är en kontorfastighet i Arenastaden i Solna kommun invigd 2012 och ritad av Archus Arkitekter. Fastigheten inrymmer Vattenfalls huvudkontor och uppfördes och ägs av fastighetsbolaget Fabege.
Byggnaden består av fyra sammanbyggda huskroppar och har en lokalyta på 44 500 kvadratmeter och inrymmer arbetsplatser för 2 200 anställda på Vattenfall. De fyra byggnadskropparna varierar i höjd och är samlade kring en överbyggd gård. Arkitekterna menar att byggnaderna har olika form och volym för att understryka individualitet och förmedlar intrycket av ett Campus med fristående byggnader. Byggnaderna har ljusa glasfasader i grönt och vitt.
Uarda 5 var tillsammans med Friends Arena de två första stora projekten i Arenastaden att bli färdiga.